# توماس د. دوبلداي
توماس د. دوبلداي (بالإنجليزية: Thomas D. Doubleday) هو شخصية أعمال أمريكي، ولد في 1815 في ألباني في الولايات المتحدة، وتوفي في 9 مايو 1863 في نيويورك في الولايات المتحدة.